# Canned Heat

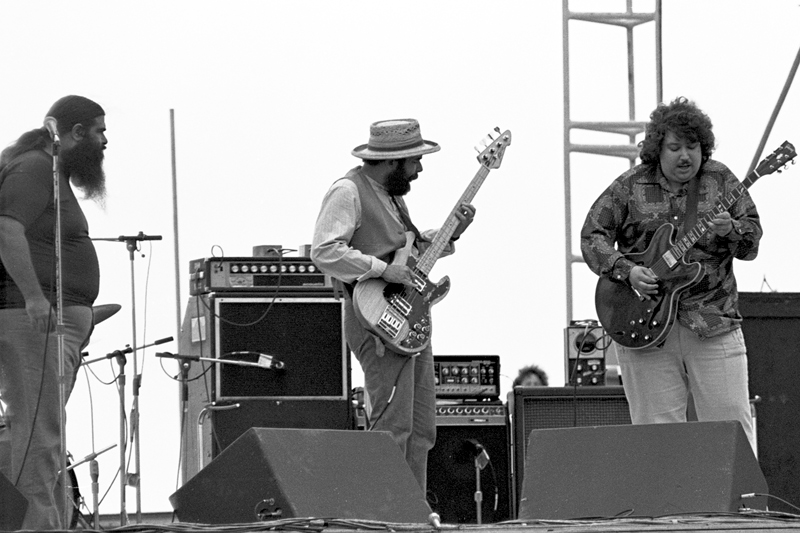
Canned Heat, 1979

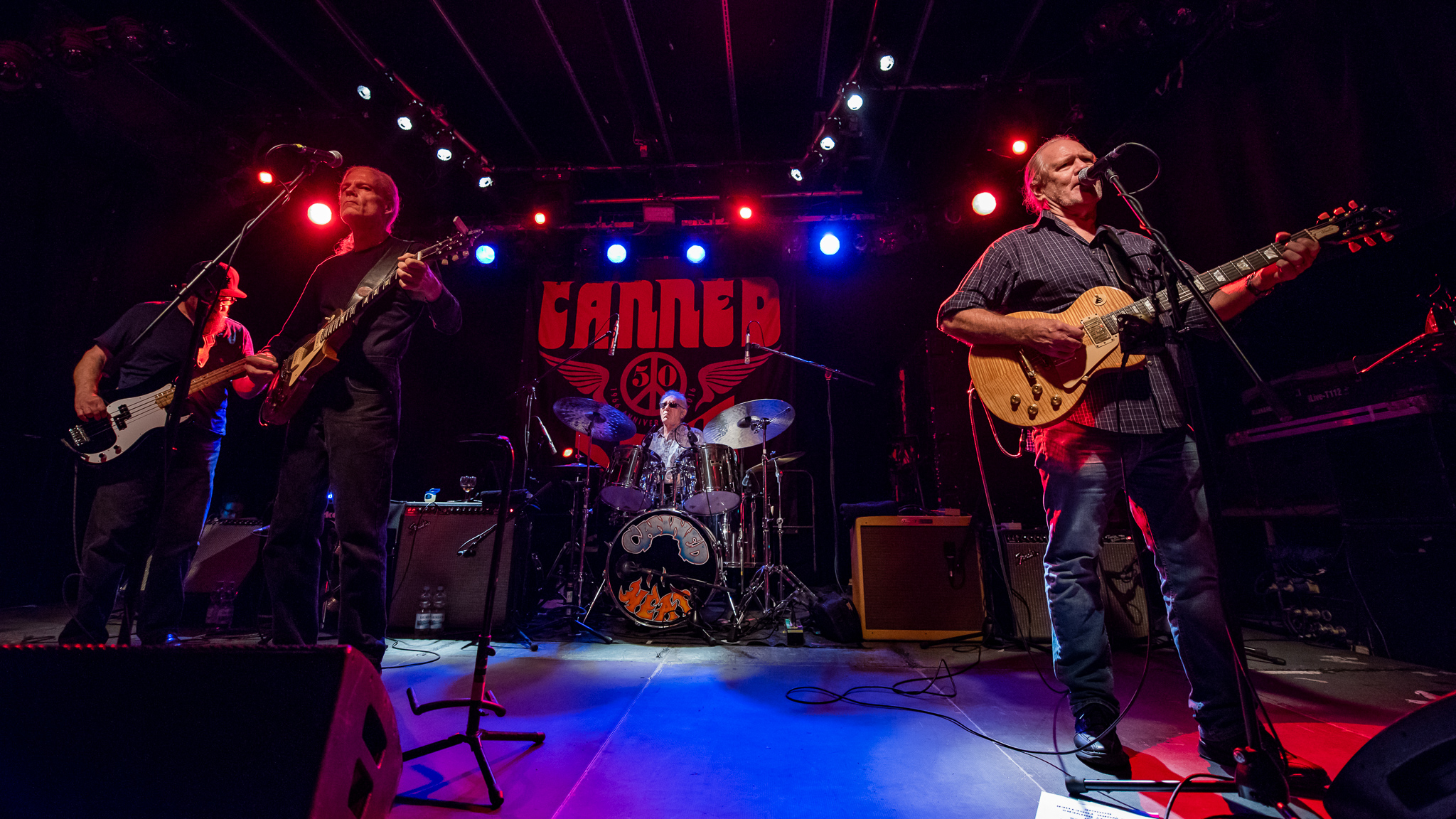
Canned Heat, 2018

Canned Heat ist eine 1965 in Los Angeles gegründete US-amerikanische Bluesrockband.

## Bandname
Bei einem Interview in einer amerikanischen Fernsehsendung sagte Bob Hite 1969, dass der Name eine Anspielung auf den klassischen Canned Heat Blues von Tommy Johnson aus dem Jahre 1928 sei. Der Ausdruck „Canned Heat“, also ‚Eingedoste Hitze‘, steht für Brennspiritus (Ethanol), der direkt in der Dose entzündet wird, ist aber in manchen Gegenden der USA auch der Slang-Ausdruck für Fusel, also schwarz gebrannten Alkohol.

## Bandgeschichte
Gründungsmitglieder der Band waren Bob „The Bear“ Hite (Gesang) und Alan „Blind Owl“ Wilson (Gitarre, Gesang und Mundharmonika). Später kamen Henry „Sunflower“ Vestine (Gitarre, ehemals bei Frank Zappas The Mothers of Invention), Larry „The Mole“ Taylor (E-Bass, Bruder von Ventures-Schlagzeuger Mel Taylor) und Frank Cook (Schlagzeug) dazu. Zuvor spielten Stuart Brotman, Mike Perlowin, John Fahey, Mark Andes (später bei Spirit und Jo Jo Gunne) und Keith Sawyer im Laufe des ersten Jahres kurzfristig zusammen mit Wilson und Hite in der Band.
Ihr erstes Album erschien 1967 nach ihrem Auftritt beim Monterey Pop Festival. Das zweite Album Boogie with Canned Heat von 1968 war erfolgreicher als das Debütalbum und machte Canned Heat zu einer der angesagtesten Bands der Hippie- und Bluesszene an der Westküste der Vereinigten Staaten. Der lange Fried Hockey Boogie (11′04) war von John Lee Hooker inspiriert. Auf dem Album war die Mitte April 1967 in Chicago aufgenommene Hitsingle On the Road Again enthalten, die es bis auf Platz 16 der amerikanischen Charts schaffte. Außerdem ersetzte ab diesem Album Adolfo „Fito“ de la Parra, der bereits mit Etta James gespielt hatte, den Schlagzeuger Frank Cook. Im selben Jahr setzte sich die Band für Albert Collins ein, damit dieser einen Plattenvertrag bei Imperial Records erhielt.
Im selben Jahr folgte das Doppelalbum Living the Blues, das ihnen mit Going Up the Country den größten Hit bescherte, in dem Jim Horn die Flöte spielte. Außerdem trat die Band beim Woodstock-Festival auf. Dem dortigen Auftritt war ein Streit zwischen Henry Vestine und Larry Taylor zwei Tage zuvor auf der Bühne des Fillmore West vorausgegangen, den Vestine zum Anlass nahm, die Band zu verlassen. In der Not engagierte die Band umgehend Harvey Mandel, um weitertouren zu können. Da sie nicht zusammen proben konnten, wollte Adolfo de la Parra anfänglich nicht in Woodstock auftreten, verließ gar kurzfristig die Band. Manager Skip Taylor gelang es letztlich aber, ihn und den Rest der Band zum Spielen zu bewegen. Die Band spielte während des Sonnenuntergangs und wurde vom Publikum gefeiert wie kaum eine andere während des Festivals. Ihr Song Going Up the Country wurde später zur inoffiziellen Hymne des Festivals.
Ebenfalls 1969 nahm Canned Heat das Album Hallelujah auf, das komplexere Blues-Strukturen enthält, zum Beispiel 13-taktige Songteile. Für Fito de la Parra ist es bis heute „die interessanteste Platte“ der Band. 1970 erschien Future Blues, die den ersten Umweltschutz-Song der Band So Sad (The World’s in a Tangle) enthält. Angeprangert wird der Smog über Los Angeles. Dieses Album ist auch das erste Studio-Album mit Harvey Mandel anstelle von Henry Vestine als Lead-Gitarristen.
1970 hatten Canned Heat mit der Single-Auskopplung Let’s Work Together, einer Coverversion von Wilbert Harrisons Let’s Stick Together aus dem Jahre 1962, in den Vereinigten Staaten einen letzten Top-30-Erfolg. In den Top Twenty in England erreichte der Song sogar die Nummer zwei, aber der Höhenflug der Gruppe war vorbei. Im Mai 1970 nahm die Band zusammen mit John Lee Hooker das von der Kritik sehr beachtete Doppelalbum Hooker ’n Heat auf (u. a.: The World Today), dessen erstes Album überhaupt, das es im Februar 1971 bis in die Charts schaffte. John Lee Hooker behauptete, dass Alan Wilson herausragend Mundharmonika gespielt habe („the greatest harmonica player ever“).
Der an Depressionen leidende Alan Wilson starb am 3. September 1970 an einer Überdosis Tabletten. Wilsons Tod hinterließ eine Lücke, die die Band nicht mehr schließen konnte. Zudem hatten Larry Taylor und Harvey Mandel einige Monate zuvor die Band verlassen, um sich John Mayalls „USA-Union“-Band anzuschließen. So nahmen sie 1971 zusammen mit Wilsons Nachfolger Joel Scott Hill das Album Historical Figures and Ancient Heads auf, an dem auch Little Richard mitwirkte. Dieses Album war nur noch mäßig erfolgreich und ihr letzter kleiner Hit. Canned Heat tourte zwar in den folgenden Jahren mit großem Erfolg, war aber nicht mehr in der Lage, weitere Hits einzuspielen. In den folgenden Jahren wechselte die Besetzung oft; unter anderem spielte Bob Hites Bruder Richard Hite Bass. In seiner Biografie beschreibt de la Parra diese Phase als den „langen Abstieg“. Die Band wechselte mehrfach die Plattenfirmen – auch machte ihr die Disco-Ära zu schaffen –, so dass die Band nach Verlust des Plattenvertrages 1973 pleiteging. Zu dieser Zeit hatte sie gerade ein Album mit Memphis Slim aufgenommen und arbeitete mit Clarence Gatemouth Brown zusammen, mit dem sie 1973 beim Montreux Jazz Festival auftrat.
Am 5. April 1981 starb ein weiteres Bandmitglied. Bob Hite erlag einem Herzversagen nach Jahren exzessiven Drogenmissbrauchs. Er hatte bis dahin jedes Konzert mit den Worten „And don’t forget to boogie!“ beendet. Seitdem leitete Adolfo de la Parra die Band. Er sagt von sich: „I’m a survivor in charge“ (dt.: ‚Ich bin ein Überlebender in der Verantwortung‘). Die Fans in Australien und auf der ganzen Welt hielten der Band weiter die Treue. Walter Trout wurde neuer Leadgitarrist. Mit ihm wurde 1983 das Album Boogie Assault [Live in Australia] eingespielt. 1988 erschien die hörenswerte, eher traditionell orientierte LP Reheated mit Junior Watson an der Gitarre und dem zurückgekehrten Larry Taylor. 1989 hatte die Band einen Gastauftritt auf Hookers Album The Healer, das sich zu einem großen Erfolg entwickelte. Am 20. Oktober 1997 starb mit Henry Vestine das dritte Gründungsmitglied „on the road“ nach einem Konzert am Pariser Flughafen. Auch er hatte über Jahrzehnte zu viele Drogen genommen.
1999 überraschte Fito mit einer neuen Besetzung: mit ihm selbst am Schlagzeug, Greg Kage (E-Bass und Gesang), Dallas Hodge (Leadgitarre und Gesang), John Paulus (Rhythmus- und Leadgitarre sowie Gesang) und Stanley Behrens (Mundharmonika, Flöte, Saxophon und Gesang); für viele die überzeugendste Canned-Heat-Besetzung seit vielen Jahren. 2003 erschien ihr Album Friends in the Can, bevor 2005 Don Preston den Gitarristen John Paulus ersetzte. Ab 2006 ging die Band in der Zusammensetzung Barry Levenson, Greg Kage, Robert Lucas und Fito de la Parra auf Tournee. Diese Besetzung wurde im Juni 2007 von den noch lebenden Mitgliedern aus der Woodstock-Zeit, Larry Taylor und Harvey Mandel, bei zwei Festivals in Österreich unterstützt. Am 23. November 2008 starb der Sänger und Slide-Gitarrist Robert Lucas an einer Überdosis Drogen, nachdem er die Band kurz vorher verlassen hatte, um seine Solokarriere fortzusetzen. Im Sommer 2010 tourte die „Woodstock Reunited Lineup“ von Canned Heat mit Fito de la Parra, Larry „The Mole“ Taylor und Harvey „The Snake“ Mandel, ergänzt durch Dale Spalding (Gitarre, Mundharmonika, Gesang), in Deutschland. In dieser Besetzung hatte die Band auch ab 2011 wieder einige Auftritte in Deutschland, wobei John Paulus zuletzt Larry Taylor ersetzte. Seit 2017 geht die Band gemeinsam mit Ten Years After auch in Deutschland auf eine „50 Jahre Woodstock“-Gedenktour.

## Sonstiges
Der Bluesmusiker John Mayall beschreibt in seinem Stück The Bear (1968 erschienen auf der LP Blues from Laurel Canyon) sein zeitweiliges Zusammenleben mit den Musikern von Canned Heat. Das Stück, das mit einem markanten Intro beginnt, an die Canned-Heat-Boogies erinnernd und von Mick Taylor gespielt, ist gleichzeitig eine Hommage an Bob Hite.
Der Song On the Road Again kommt in der Krimiserie Der Kommissar mehrfach vor. In der Folge Keiner hörte den Schuß (Staffel 1, Folge 7) von 1969 wird das Lied unter anderem mit über zwei Minuten als Musik bei einer Modenschau gespielt.

## Mitglieder
- Nur offizielle Mitglieder sind aufgeführt.
- Mitglieder der „klassischen“ Besetzungen sind kursiv geschrieben.
- † zeigt, dass das Mitglied inzwischen verstorben ist.
- Manche Personen traten nicht immer mit der Band auf, obwohl sie Mitglied waren, bzw. traten mit der Band auf, obwohl sie kein Mitglied waren.

### Aktuelle Besetzung
- Adolfo „Fito“ de la Parra – Schlagzeug, Gesang (1967–heute)
- Jimmy Vivino – Gitarre, Gesang (2024)
- Dale Spalding – Gitarre, Mundharmonika, Bass, Gesang (2008–heute)
- Rick Reed – Bass (2019–heute)

### Ehemalige Mitglieder

#### Frontmänner (Hauptgesang/Mundharmonika/Gitarre)
- Alan „Blind Owl“ Wilson (1965–70) †
- Bob „The Bear“ Hite (1965–81) †
- Richard Kellogg (1981–85) †
- James Thornbury (1985–95) †
- Robert Lucas (1995–2000, 2005–08) †
- Dallas Hodge (2000–05)

#### Gitarristen
- Mike Perlowin (1965)
- Kenny Edwards (1965–66) †
- Henry „The Sunflower“ Vestine (1966–69, 1970–74, 1980–81, 1985–88, 1992–97) †
- Harvey „The Snake“ Mandel (1969–70, 1990, 1996–99, 2009–14)
- Joel Scott Hill (1970–72) †
- James Shane (1972–74)
- Chris Morgan (1974–77)
- Stan Webb (1974–75)
- Mark Skyer (1975–77)
- Mike „Hollywood Fats“ Mann (1978–80) †
- Mike Halby (1980–84) †
- Walter Trout (1981–85)
- Junior Watson (1988–91, 1992–97)
- Becky Barksdale (1992; einzige Frau bei Canned Heat)
- Smokey Hormel (1992)
- Paul Bryant (1997–2000)
- John Paulus (2000–06, 2011–20)
- Barry Levenson (2006–10)

#### Schlagzeuger
- Keith Sawyer (1965)
- Ron Holmes (1965–66)
- Frank Cook (1966–67)

#### Bassisten
- Stuart Brotman (1965–66)
- Mark Andes (1966–67)
- Larry „The Mole“ Taylor – Bass, Gitarre, Gesang (1967–70, 1978–80, 1987–92, 1996–97, 2009–19) †
- Antonio de la Barreda (1970–72) †
- Richard Hite (1972–76) †
- Richard Exley (1976–77)
- Jon Lamb (1980)
- Ernie Rodriguez (1980–85)
- Skip Jones (1985–87)
- Ron Shumake (1990–96) †
- Mark „Pocket“ Goldberg (1996)
- Greg Kage (1996–2010)

#### Keyboard-Spieler
- Ed Beyer (1972–74)
- Clifford Solomon (1974)
- Jock Ellis (1974)
- Gene Taylor (1974–76)
- Ronnie Barron (1978, 1987–88) †
- Jay Spell (1978–80) †
- Stanley „The Baron“ Behrens (2000–05)

## Diskografie

### Alben
| Album-Titel                                              | Veröffentlicht          | Label                 |
| -------------------------------------------------------- | ----------------------- | --------------------- |
| Canned Heat                                              | 1967                    | Liberty Records       |
| Boogie with Canned Heat                                  | 1968                    | Liberty Records       |
| Living the Blues                                         | 1968                    | Liberty Records       |
| Hallelujah                                               | 1969                    | Liberty Records       |
| Future Blues                                             | 1970                    | Liberty Records       |
| Vintage                                                  | 1970 (aufgenommen 1966) | Janus                 |
| Canned Heat ’70 Concert (aufgenommen live in Europa)     | 1970                    | Liberty Records       |
| Hooker ’n Heat                                           | 1971                    | Liberty Records       |
| Live at Topanga Corral                                   | 1971 (aufgenommen 1969) | Wand Records          |
| Historical Figures and Ancient Heads                     | 1971                    | United Artists        |
| The New Age                                              | 1973                    | United Artists        |
| One More River to Cross                                  | 1973                    | Atlantic/WEA Records  |
| Memphis Heat                                             | 1974                    | Barclay (France)      |
| Gate’s on the Heat                                       | 1974                    | Barclay (France)      |
| Human Condition                                          | 1978                    | Takoma/Sonet          |
| Captured live                                            | 1980                    | Accord                |
| Hooker n’ Heat, Live at the Fox Venice Theatre           | 1981                    | Rhino                 |
| Kings of the Boogie (Dog House Blues)                    | 1981                    | Destiny Records       |
| Infinite Boogie                                          | 1986                    | Rhino                 |
| Boogie Up the Country                                    | 1987                    | inak/Friday Music     |
| Reheated                                                 | 1988                    | SPV/Friday Music      |
| Burnin’ Live                                             | 1991                    | SPV/AIM               |
| Boogie Assault (wiederveröff. als Live in Oz)            | 1991                    | AIM                   |
| Canned Heat Live                                         | 1993                    |                       |
| Internal Combustion                                      | 1994                    | AIM                   |
| King Biscuit Flower Hour presents Canned Heat in Concert | 1995 (aufgenommen 1979) | King Biscuit          |
| Live at Turku Festival                                   | 1995                    | Friday Music          |
| The Heat Brothers ’84                                    | 1996 (aufgenommen 1984) | RCA Mexico            |
| Canned Heat Blues Band                                   | 1996                    | Viceroots/Ruf Records |
| The Ties That Bind                                       | 1997 (aufgenommen 1975) | Friday Music          |
| House of Blue Lights                                     | 1998                    | Going for GFS         |
| Boogie 2000                                              | 1999                    | Ruf Records           |
| The Boogie House Tapes                                   | 2000                    | Ruf Records           |
| Friends in the Can                                       | 2003                    | Ruf Records           |
| The USA Sessions                                         | 2003                    |                       |
| The Boogie House Tapes Volume 2                          | 2004                    | Ruf Records           |
| Under Dutch Skies                                        | 2007                    | Major League          |
| Christmas Album                                          | 2007                    | Ruf Records           |
| Finyl Vinyl                                              | 2024                    | Ruf Records           |

### Singles
- 1967: Rollin’ and Tumblin’ / Bullfrog Blues (Liberty)
- 1967: World in a Jug / Evil Woman (Liberty)
- 1968: On the Road Again / Boogie Music (Liberty)
- 1968: Going Up the Country / One Kind Favor (Liberty)
- 1968: The Chipmunk Song / Christmas Blues (Liberty US)
- 1969: Time Was / Low Down (Liberty)
- 1969: Poor Moon / Sic ’em Pigs (Liberty)
- 1970: Let’s Work Together / I’m Her Man (Liberty)
- 1970: Spoonful / Big Road Blues (Pye UK)
- 1970: Sugar Bee / Shake It and Break It (Liberty)
- 1970: Future Blues / Going Up the Country (Liberty)
- 1970: Christmas Blues / Do Not Enter (Liberty UK)
- 1971: Whiskey and Wimmen’ / Let’s Make It (mit John Lee Hooker) (Liberty)
- 1971: Wooly Bully / My Time Ain’t Long (Liberty)
- 1971: Long Way from L.A. / Hill’s Stomp (UA)
- 1972: Rockin’ with the King / I Don’t Care What You Tell Me (UA)
- 1972: Cherokee Dance / Sneakin’ Around (UA)
- 1973: Going Up the Country / Let’s Work Together (Wiederveröffentlichung, UA)
- 1973: Rock and Roll Music / Lookin’ for My Rainbow (mit den Clara Ward Singers) (UA)
- 1973: Harley Davidson Blues / You Can Run, But You Sure Can’t Hide (UA)
- 1973: Got My Mojo Working / Straight Ahead (Bellaphon D)
- 1973: One More River to Cross / Highway 401 (Atlantic)
- 1974: The Harder They Come / Rock ’N Roll Show (Atlantic)
- 1975: On the Road Again / Let’s Work Together (Wiederveröffentlichung, UA)
- 1984: The Heat Bros. ’84 (12″ EP, US)
- 1989: Let’s Work Together (CD-Maxi, 12″, UK)

### Videoalben
- 2005: Canned Heat – On the Road Again
- 2006: Canned Heat – Live in Montreux 1973
- 2006: Canned Heat – Canned Heat EP (4 Songs)
- 2007: Canned Heat – Boogie with Canned Heat: The Canned Heat Story
- 2015: Canned Heat – Songs from the Road